# Ambassis kopsii
Ambassis kopsii és una espècie de peix pertanyent a la família dels ambàssids. Va ser descrit pel naturalista neerlandès Pieter Bleeker el 1858.

## Descripció
- Fa 10,2 cm de llargària màxima.[2][3]

## Alimentació
Menja invertebrats.

## Hàbitat
És un peix d'aigua dolça, salabrosa i marina; demersal, amfídrom i de clima tropical.

## Distribució geogràfica
Es troba a Malàisia, Indonèsia, Borneo, les illes Filipines i l'Índia.

## Ús comercial
Es comercialitza fresc i en salaó.

## Observacions
És inofensiu per als humans.